# Elini Dimoutsos
Elini Dimoutsos (griechisch Ελίνι Δημούτσος, * 18. Juni 1988 in Lushnja, Albanien) ist ein ehemaliger griechischer Fußballspieler, der im Mittelfeld spielte.

## Karriere
Elini Dimoutsos begann seine Karriere in den Jugendabteilungen von Ilisiakos Athen, ehe er einen Profivertrag unterzeichnete und in den Herrenkader aufstieg. 2007 wechselte Dimoutsos zum griechischen Spitzenverein Panathinaikos Athen. Sein Debüt in der ersten griechischen Liga gab Dimoutsos am 2. September 2007 bei einem Heimspiel seiner Mannschaft gegen Olympiakos Piräus. Sein erstes Europacupspiel absolvierte Dimoutsos am 20. September 2007 bei einer UEFA-Cup-Begegnung gegen FC Artmedia Bratislava die seine Mannschaft Panathinaikos mit 2:1 gewinnen konnte.

## Nationalmannschaft
Als Stammspieler der U-19 qualifizierte sich Dimoutsos für die Europameisterschaft 2007 in Österreich, wo er mit Griechenland den zweiten Platz gewinnen konnte. Auf dem Weg ins Finale schlug man dabei unter anderem im Halbfinale Deutschland mit 3:2. Auch in der U21 kam er zwischen 2007 und 2010 regelmäßig zum Einsatz und bestritt 24 Partien, in denen er drei Treffer erzielen konnte.
Sein einziges Länderspiel in der A-Nationalmannschaft absolvierte Dimoutsos am 15. August 2012 beim 3:2-Auswärtserfolg in Norwegen. In der 81. Minute wurde er von Trainer Fernando Santos für Alexandros Tziolis eingewechselt. 

## Erfolge
- U19-Vizeeuropameister: 2007
- Tschechischer Pokalsieger: 2011